# 2003 HX56
2003 HX56, também escrito como 2003 HX56, é um objeto transnetuniano que está localizado no Cinturão de Kuiper, uma região do Sistema Solar. Ele possui uma magnitude absoluta de 7,1 e tem um diâmetro estimado de 167 km ou 233 km. O astrônomo Mike Brown lista este objeto em sua página na internet como um candidato a possível planeta anão.

## Descoberta
2003 HX56 foi descoberto no dia 26 de abril de 2003.

## Órbita
A órbita de 2003 HX56 tem uma excentricidade de 0,224 e possui um semieixo maior de 47,499 UA. O seu periélio leva o mesmo a uma distância de 36,846 UA em relação ao Sol e seu afélio a 58,151 UA.